# Latinoamérica (canción de Maná)
«Latinoamérica» es la octava canción del álbum de estudio Drama y luz de la banda mexicana Maná.

## Acerca de la canción
La canción fue compuesta por Álex González, baterista de la banda y tanto como todos los integrantes y los fanes mencionan que es una canción que representa un himno para toda la nación latinoamericana, reivindicando y dando muestra de lo que son capaces los latinos. 
Esta canción habla de la situación y la protesta constante de los latinos a nivel de todos los países, temas entre los cuales son: migración, economía, discriminación; todo esto con el afán de subir el ánimo en los latinoamericanos que tratan cada día de salir adelante.